# نمور هانشين

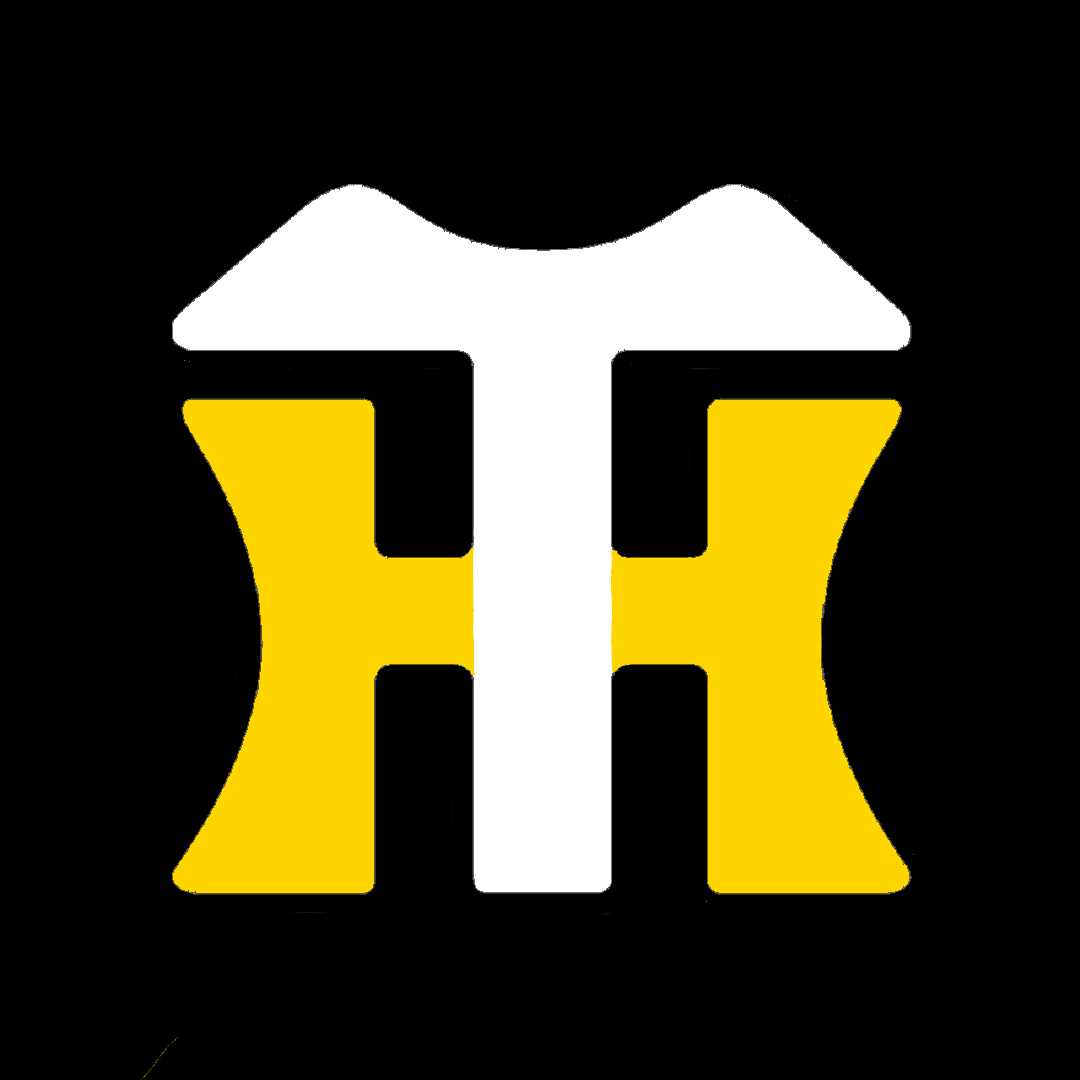
شعار النبالة لنمور هانشين

نمور هانشين (باليابانية: 阪神タイガース)هو نادي كرة القاعدة ياباني تأسس في 1935، يقع مقره الرئيسي في نيشينومايا (هيوغو)، إنه فريق البيسبول الأكثر شعبية في اليابان.

## وصلات خارجية
- الموقع الرسمي